# Байзо, Оливье
Оливье Байссидара Байзо (фр. Olivier Mbaissidara Mbaizo; 15 августа 1997, Дуала, Камерун) — камерунский футболист, защитник клуба «Филадельфия Юнион» и сборной Камеруна.

## Клубная карьера
Байзо начал карьеру на родине, выступая за местные клубы «Юнион Дуала» и «Рейнбоу».
22 января 2018 года Байзо перешёл в американский «Бетлехем Стил», фарм-клуб «Филадельфии Юнион» в USL. 17 апреля Байзо подписал контракт с «Филадельфией Юнион», показав свой потенциал в предсезонных тренировках клуба. В MLS он дебютировал 23 сентября в матче против «Спортинга Канзас-Сити». 17 августа 2021 года Байзо продлил контракт с «Филадельфией Юнион» на несколько лет.

## Международная карьера
В 2017 года Байзо в составе молодёжной сборной Камеруна принял участие в молодёжном Кубке Африки в Замбии. На турнире он сыграл в матчах против команд ЮАР, Судана и Сенегала.
6 сентября 2016 года в товарищеском матче против сборной Габона Байзо дебютировал за сборную Камеруна.
В 2022 году Байзо принял участие в Кубке Африки 2021 в Камеруне. На турнире он сыграл в матчах против команд Кабо-Верде, Гамбия и Буркина-Фасо.
Был включён в состав сборной на чемпионат мира 2022.

## Достижения
Командные
 «Филадельфия Юнион»
- Победитель регулярного чемпионата MLS: 2020

 сборная Камеруна
- Бронзовый призёр Кубка Африки: 2021